# 东方小故事
《东方小故事》，是中国1994年由上海贝尔电话设备制造有限公司和上海市总工会电视制作中心制作的电视剧，属于少儿节目六个“一百”工程。共150集，每集10分钟左右，分为古代和近代两个部分，其中古代部分100集、近代部分50集。选取了历史上一些名人的高尚道德情操的系列小故事。张韵华、冯广泉、史久峰导演，傅星编剧，主要演员袁岳、徐峥、余彬、黄达亮、曹秋根、姚安濂、马少骅、阮丹宁、符冲、张孝中、姜海、李长年、蒋笑笑、赵宗忻、王予谦、阮志强、温志豪等。

## 各集内容
古代
1. 计俸还金（先秦，田稷）
2. 可谓公矣（先秦，祁奚）
3. 宋人献玉（先秦，子罕）
4. 习射纪昌（先秦，纪昌）
5. 移木赏金（先秦，商鞅）
6. 田忌赛马（先秦，孙膑）
7. 河伯娶妻（先秦，西门豹）
8. 高山流水（先秦，钟子期）
9. 毛遂自荐（先秦，毛遂）
10. 讳疾忌医（先秦，扁鹊）
11. 曾参教子（先秦，曾参）
12. 荀息垒卵（先秦，荀息）
13. 邹忌照镜（先秦，邹忌）
14. 息灯摘缨（先秦，楚庄王）
15. 母训子发（先秦，子发）
16. 举人以廉（明，范理）
17. 滥竽充数（先秦，南郭先生）
18. 触龙说后（先秦，触龙）
19. 晏子使楚（先秦，晏婴）
20. 卧薪尝胆（先秦，勾践）
21. 程门立雪（宋，杨时）
22. 芦荡托渡（先秦，伍子胥）
23. 孔子拜师（先秦，孔子）
24. 伯乐一顺（先秦，伯乐）
25. 李离殉职（先秦，李离）
26. 巧戏豪吏（宋，郭忠恕）
27. 板桥让轿（清，郑板桥）
28. 孟母断杼（先秦，孟母）
29. 黄叶著书（元，陶宗仪）
30. 将相和好（先秦，蔺相如、廉颇）
31. 冯驩买义（先秦，冯驩）
32. 廉石还乡（元明清）
33. 事难两全（宋，李沆）
34. 严讷兴学（明，严讷）
35. 千金市骨（先秦，燕昭王）
36. 孺子可教（汉，张良）
37. 君子守信（汉，范式）
38. 鲍宣娶亲（汉，鲍宣）
39. 孔融让梨（汉，孔融）
40. 刘娥罢殿（晋，刘娥）
41. 闻鸡起舞（晋，祖逖、刘琨）
42. 羲之墨池（晋，王羲之）
43. 华佗学医（汉，华佗）
44. 杨震四知（汉，杨震）
45. 完壁归赵（先秦，蔺相如）
46. 华佗治贪（汉，华佗）
47. 羊续悬鱼（汉，羊续）
48. 忍辱著史（汉，司马迁）
49. 击缸救人（宋，司马光）
50. 发愤忘食（宋，刘恕）
51. 判不可改（唐，李元紘）
52. 信义退兵（汉，荀巨伯）
53. 苏武牧羊（汉，苏武）
54. 添字得驴（三国，诸葛恪）
55. 铁杵成针（唐，李白）
56. 洪武试臣（明，朱元璋）
57. 汉高改过（汉，刘邦）
58. 强项董宣（汉，董宣）
59. 推敲之宜（唐，韩愈、贾岛）
60. 满宠执法（汉，满宠）
61. 包拯拒砚（宋，包拯）
62. 灌穴取球（宋，文彦博）
63. 欧公改文（宋，欧阳修）
64. 凿壁借光（汉，匡衡）
65. 梁上君子（汉，崔寔）
66. 李晟训女（唐，李晟）
67. 黄香温席（汉，黄香）
68. 望梅止渴（汉，曹操）
69. 刘晏节俭（唐，刘晏）
70. 乐天作诗第（唐，白居易）
71. 陶侃母教（晋，陶侃）
72. 贤后谏君（唐，长孙皇后）
73. 道子拜师（唐，吴道子）
74. 敝乘拒贿（唐，杜黄裳）
75. 县官拉纤（唐，何易于）
76. 圆木警枕（宋，司马光）
77. 无主之梨（宋，许衡）
78. 礼待属官（元，徐世隆）
79. 霞客探洞（明，徐霞客）
80. 徐渭送匾（明，徐渭）
81. 东坡三养（宋，苏轼）
82. 赵祯纳谏（宋，宋仁宗）
83. 陆游遗诗（宋，陆游）
84. 岳母刺字（宋，岳飞）
85. 蒙正气质（宋，吕蒙正）
86. 履洼趣思（清，刘蓉）
87. 纯仁助人（宋，范纯仁）
88. 六尺巷道（清，张英）
89. 车夫去骄（先秦，晏婴）
90. 一钱太守（汉，刘宠）
91. 寇准罢宴（宋，寇准）
92. 海瑞惩恶（明，海瑞）
93. 智破骗局（明，郑堂）
94. 断齑划粥（宋，范仲淹）
95. 亮侪摘印（清，鲁亮侪）
96. 还镯救人（明，罗一峰）
97. 寻草问邻（明，李时珍）
98. 聊斋求教（清，蒲松龄）
99. 半鱼之训（清，陆稼书）
100. 鼠啮顾书（清，顾炎武）

近代
1. 黄炎培教女
2. 华罗庚看店
3. 廖仲恺住店
4. 胡文虎教子
5. 郁达夫买鞋
6. 吴蕴初训子
7. 陈嘉庚迁坟
8. 关天培木匣
9. 左宗棠办厂
10. 王统照赠诗
11. 鲁迅不怕鬼
12. 陶行知修钟
13. 茅以升造桥
14. 马相伯治学
15. 张乐平学画
16. 郑振铎抄书
17. 盖叫天断腿
18. 蔡元培识才
19. 李大钊爱妻
20. 荣德生拒日
21. 周瘦鹃银圆
22. 聂耳与报童
23. 徐悲鸿立誓
24. 邹韬奋教书
25. 童第周苦学
26. 孙中山改装
27. 陈化成爱兵
28. 李苦禅拉车
29. 林则徐赈粮
30. 舒舍予认错
31. 叶恭绰救宝芳
32. 叶澄衷还金
33. 梅兰芳蓄须
34. 张伯苓戒烟
35. 郭沫若习字
36. 谢侠逊赛棋
37. 陈毅吃墨汁
38. 胡阿毛抗日
39. 王安与麻雀
40. 杨斯盛救楼
41. 冯玉祥植树
42. 宋庆龄试飞
43. 吉鸿昌发碗
44. 詹天佑测线
45. 蔡和森铜板
46. 任渭长招徒
47. 杜重远救人
48. 刘伯承拒药
49. 林巧稚考试
50. 刘天华拜师